# 孟菲斯 (紐約州)
孟菲斯（英語：Memphis）是位於美國紐約州奧農達加縣的非建制地區。

## 歷史
孟菲斯的郵局自1860年營運至今。

## 地理
孟菲斯所處的海拔為高於海平面132米（即433英呎），而該地所採用的時區為UTC-5，即北美东部时区（EST）。同時該地設有夏令時間，為UTC-5調快一小時，即UTC-4（EDT）。